# Юсупов Артур Маякович
Арту́р Маякович Юсу́пов (нім. Artur Jussupow; 13 лютого 1960, Москва) — німецький, раніше радянський, шахіст, гросмейстер (1980). Заслужений майстер спорту СРСР (1987), заслужений тренер ФІДЕ з (2005).
Рейтинг Ело на січень 2009 — 2578. Найвищий рейтинг — 2680 (липень 1995), найвище місце в рейтинг-листі — 3-е (липень 1987).

## Біографія
Навчився грати в шахи в шість років, займався в Московському палаці піонерів . Був вихованцем школи Михайла Ботвинника. 1977 року став чемпіоном світу серед юніорів, тоді ж удостоєний звання міжнародного майстра. У 1979 році дебютував у чемпіонаті СРСР й одразу ж посів друге місце. Був одним з переможців турніру претендентів 1985 року, тричі брав участь у претендентських матчах (1986, 1989, 1992). Тренером Юсупова був Марк Дворецький. Згодом виникла шахова школа Дворецького-Юсупова, з якої вийшли відомі шахісти: Петро Свідлер, Сергій Мовсесян, Вадим Звягінцев. У співавторстві з Дворецьким Юсупов написав низку підручників, перекладених на декілька мов. На початку 90-х був поранений при нападі грабіжників у своїй московській квартирі. 1992 року виїхав у Німеччину, отримав громадянство цієї країни й живе там понині.
5 разів у складі команди СРСР перемагав на шахових олімпіадах (1982—1990), потім виступав за команду Німеччини.

## Основні спортивні результати
| Рік     | Турнір                                                    | Результат | Місце |
| ------- | --------------------------------------------------------- | --------- | ----- |
| 1977    | Чемпіонат СРСР серед юнаків                               | 6 із 9    | 3-6   |
|         | Чемпіонат світу серед юнаків                              | 10½ з 13  | 1     |
| 1978    | Чемпіонат світу серед юнаків                              | 10 із 13  | 2     |
|         | Амстердам (турнір майстрів)                               |           | 1     |
| 1979    | 47-й чемпіонат СРСР                                       | 10½ з 17  | 2     |
| 1980    | Есб'єрг                                                   |           | 1     |
|         | Врбас (XII кат.)                                          | 6½ з 11   | 2-4   |
| 1980/81 | 48-й чемпіонат СРСР                                       | 10 із 17  | 3-5   |
| 1981    | 49-й чемпіонат СРСР                                       | 8½ з 17   | 8-9   |
|         | Кап-Пікофорд                                              |           | 1     |
| 1982    | Зональний турнір (Єреван)                                 | 10½ з 15  | 1     |
|         | Міжзональний турнір (Толука)                              | 7½ з 13   | 4-7   |
| 1983    | Лінарес (XIV кат.)                                        | 5½ з 10   | 4-6   |
|         | 50-й чемпіонат СРСР                                       | 6½ з 15   | 14-15 |
|         | Індонезія (XI кат.)                                       | 13½ з 21  | 3     |
| 1984    | Сараєво (XII кат.)                                        | 7½ з 13   | 3-4   |
|         | Матч збірна СРСР — збірна світу                           | 1½ з 3    |       |
| 1985    | Міжзональний турнір (Туніс)                               | 11½ з 16  | 1     |
|         | Турнір претендентів (XIV кат.)                            | 9 із 15   | 1-3   |
|         | Рейк'явік                                                 |           | 5-6   |
| 1986    | Півфінальний матч претендентів проти Яна Тіммана          | 6 : 3     |       |
|         | Вінніпег (відкритий чемпіонат Канади)                     |           | 1     |
|         | Бугойно                                                   | 7 із 14   | 4-6   |
|         | Фінальний матч претендентів проти Андрія Соколова         | 6½ : 7½   |       |
| 1987    | 54-й чемпіонат СРСР                                       | 10 із 17  | 5-6   |
|         | Тілбург                                                   | 7 із 14   | 5     |
| 1988    | 1/8 фіналу матчів претендентів проти Яана Ельвеста        | 3½ : 1½   |       |
|         | 55-й чемпіонат СРСР                                       | 10 із 17  | 3-4   |
| 1989    | Чвертьфінальний матч претендентів проти Кевіна Спраггетта | 5 : 4     |       |
|         | Півфінальний матч претендентів проти Анатолія Карпова     | 3½ : 4½   |       |
| 1995    | Мадрид (XVI кат.)                                         | 5 із 9    | 3     |
| 1996    | Нусслох (XV кат.)                                         | 7 із 11   | 1-2   |
| 1998    | Бад-Хомбург (XIV кат.)                                    |           | 3-4   |

## Нагороди
- Медаль «За трудову відзнаку» (1985)

## Книги
- Школа будущих чемпионов. — СПб. : АО «Сфинкс», [1993]. Вып. 1. — 256 с. ISBN 5-87132-001-5. В соавторстве с М. И. Дворецким.
- Секреты дебютной подготовки. — Харьков : Фолио, 1996. — 281, [2] с. (Школа будущих чемпионов; 2). ISBN 966-03-0038-7. В соавторстве с М. И. Дворецким. (2-е изд., испр. и доп. 1998. ISBN 966-03-0442-0.)
- Техника в шахматной игре. — Харьков : Фолио, 1996. — 224 с. (Школа будущих чемпионов; 3). ISBN 966-03-0039-5. В соавторстве с М. И. Дворецким. (2-е изд., испр. и доп. 1998. ISBN 966-03-0443-9.)
- Методы шахматного обучения. — Харьков : Фолио, 1997. — 261, [2] с. (Школа будущих чемпионов; 1). ISBN 966-03-0255-X. В соавторстве с М. И. Дворецким.
- Позиционная игра. — Харьков: Фолио, 1997. — 272 с. (Школа будущих чемпионов; 4). ISBN 966-03-0138-3. В соавторстве с М. И. Дворецким. (2-е изд., испр. и доп. Харьков : Факт, 2001. ISBN 966-637-032-8.)
- Развитие творческого мышления шахматиста. — Харьков : Фолио, 1997. — 232, [1] с. (Школа будущих чемпионов; 5). ISBN 966-03-0256-8. В соавторстве с М. И. Дворецким.